# Giải vô địch bóng đá nữ U-17 Nam Mỹ 2016
Giải vô địch bóng đá nữ U-17 Nam Mỹ 2016 diễn ra tại Venezuela từ 1 tháng 3 tới 20 tháng 3 năm 2016. Ba đội đứng đầu giành quyền dự Giải vô địch bóng đá nữ U-17 thế giới 2016.

## Vòng bảng
Hai đội đầu mỗi bảng lọt vào vòng đấu sau. Giờ thi đấu là giờ địa phương (UTC-04:30).

### Bảng A
| VT | Đội           | ST | T | H | B | BT | BB | HS  | Đ  | Giành quyền tham dự |
| -- | ------------- | -- | - | - | - | -- | -- | --- | -- | ------------------- |
| 1  | Venezuela (H) | 4  | 4 | 0 | 0 | 16 | 1  | +15 | 12 | Final stage         |
| 2  | Paraguay      | 4  | 3 | 0 | 1 | 13 | 5  | +8  | 9  | Final stage         |
| 3  | Chile         | 4  | 1 | 1 | 2 | 5  | 6  | −1  | 4  |                     |
| 4  | Perú          | 4  | 1 | 0 | 3 | 2  | 16 | −14 | 3  |                     |
| 5  | Argentina     | 4  | 0 | 1 | 3 | 2  | 10 | −8  | 1  |                     |

| Paraguay                           | 3–0      | Chile |
| ---------------------------------- | -------- | ----- |
| J. Martínez 30', 65' · Sánchez 69' | Chi tiết |       |

| Venezuela                          | 3–0      | Argentina |
| ---------------------------------- | -------- | --------- |
| Castellanos 22', 32' · Luzardo 65' | Chi tiết |           |

| Argentina | 1–1      | Chile         |
| --------- | -------- | ------------- |
| Muñoz 90' | Chi tiết | Balmaceda 21' |

| Venezuela                                                                               | 8–0      | Perú |
| --------------------------------------------------------------------------------------- | -------- | ---- |
| Castellanos 24', 48' (ph.đ.), 51' · Rodríguez 28', 33', 56' · Cabeza 45' · Castillo 52' | Chi tiết |      |

| Paraguay                                                | 4–1      | Perú        |
| ------------------------------------------------------- | -------- | ----------- |
| J. Martínez 55' (ph.đ.), 69', 83' (ph.đ.) · Bogarín 57' | Chi tiết | Canales 48' |

| Venezuela                   | 2–0      | Chile |
| --------------------------- | -------- | ----- |
| Castellanos 6' · Moreno 62' | Chi tiết |       |

| Chile                                         | 4–0      | Perú |
| --------------------------------------------- | -------- | ---- |
| Rapimán 35' · Balmaceda 55' · Padrón 58', 81' | Chi tiết |      |

| Paraguay                                                | 5–1      | Argentina   |
| ------------------------------------------------------- | -------- | ----------- |
| J. Martínez 9', 44' (ph.đ.), 73' · K. Martínez 14', 41' | Chi tiết | Benítez 71' |

| Argentina | 0–1      | Perú        |
| --------- | -------- | ----------- |
|           | Chi tiết | Canales 10' |

| Venezuela                                   | 3–1      | Paraguay     |
| ------------------------------------------- | -------- | ------------ |
| Rodríguez 7' · Moreno 55' · Castellanos 61' | Chi tiết | Sandoval 65' |

### Bảng B
| VT | Đội      | ST | T | H | B | BT | BB | HS | Đ  | Giành quyền tham dự |
| -- | -------- | -- | - | - | - | -- | -- | -- | -- | ------------------- |
| 1  | Brasil   | 4  | 3 | 1 | 0 | 12 | 4  | +8 | 10 | Final stage         |
| 2  | Colombia | 4  | 2 | 1 | 1 | 4  | 1  | +3 | 7  | Final stage         |
| 3  | Uruguay  | 4  | 2 | 1 | 1 | 5  | 5  | 0  | 7  |                     |
| 4  | Ecuador  | 4  | 1 | 1 | 2 | 3  | 6  | −3 | 4  |                     |
| 5  | Bolivia  | 4  | 0 | 0 | 4 | 0  | 8  | −8 | 0  |                     |

| Colombia            | 1–0      | Bolivia |
| ------------------- | -------- | ------- |
| Barreto 79' (ph.đ.) | Chi tiết |         |

| Brasil                                  | 5–3      | Uruguay                                      |
| --------------------------------------- | -------- | -------------------------------------------- |
| Kerolin 13', 67' · Nycole 58', 62', 80' | Chi tiết | Yuvet 34' · Castel 42' · Morales 46' (ph.đ.) |

| Uruguay             | 1–0      | Bolivia |
| ------------------- | -------- | ------- |
| Morales 27' (ph.đ.) | Chi tiết |         |

| Brasil                                       | 3–1      | Ecuador     |
| -------------------------------------------- | -------- | ----------- |
| Nycole 40' (ph.đ.) · Thais 48' · Isabela 51' | Chi tiết | Caicedo 68' |

| Colombia                    | 3–0      | Ecuador |
| --------------------------- | -------- | ------- |
| Pérez 10', 63' · Chirva 84' | Chi tiết |         |

| Brasil                                         | 4–0      | Bolivia |
| ---------------------------------------------- | -------- | ------- |
| Bianca 14', 34' · Ana Vitória 23' · Rayane 76' | Chi tiết |         |

| Bolivia | 0–2      | Ecuador                      |
| ------- | -------- | ---------------------------- |
|         | Chi tiết | Rodríguez 55' · Trujillo 63' |

| Colombia | 0–1      | Uruguay    |
| -------- | -------- | ---------- |
|          | Chi tiết | García 88' |

| Uruguay | 0–0      | Ecuador |
| ------- | -------- | ------- |
|         | Chi tiết |         |

| Brasil | 0–0      | Colombia |
| ------ | -------- | -------- |
|        | Chi tiết |          |

## Vòng chung kết
Venezuela, Brasil và Paraguay giành quyền chơi tại Giải vô địch bóng đá nữ U-17 thế giới 2016 tại Jordan.
| VT | Đội           | ST | T | H | B | BT | BB | HS | Đ | Giành quyền tham dự                        |
| -- | ------------- | -- | - | - | - | -- | -- | -- | - | ------------------------------------------ |
| 1  | Venezuela (H) | 3  | 3 | 0 | 0 | 11 | 2  | +9 | 9 | Giải vô địch bóng đá nữ U-17 thế giới 2016 |
| 2  | Brasil        | 3  | 2 | 0 | 1 | 3  | 1  | +2 | 6 | Giải vô địch bóng đá nữ U-17 thế giới 2016 |
| 3  | Paraguay      | 3  | 1 | 0 | 2 | 4  | 8  | −4 | 3 | Giải vô địch bóng đá nữ U-17 thế giới 2016 |
| 4  | Colombia      | 3  | 0 | 0 | 3 | 1  | 8  | −7 | 0 |                                            |

| Brasil       | 1–0      | Paraguay |
| ------------ | -------- | -------- |
| Angelina 59' | Chi tiết |          |

| Venezuela                                                 | 4–0      | Colombia |
| --------------------------------------------------------- | -------- | -------- |
| Castellanos 15' · Vanegas 19' (l.n.) · Rodríguez 33', 66' | Chi tiết |          |

| Brasil                   | 2–0      | Colombia |
| ------------------------ | -------- | -------- |
| Kerolin 23' · Nycole 76' | Chi tiết |          |

| Venezuela                                                                | 6–2      | Paraguay                   |
| ------------------------------------------------------------------------ | -------- | -------------------------- |
| Moreno 21', 29' · Castellanos 27', 54' (ph.đ.), 83' · Cabeza 86' (ph.đ.) | Chi tiết | Bogarín 80' · Fretes 90+2' |

| Paraguay                  | 2–1      | Colombia    |
| ------------------------- | -------- | ----------- |
| Martínez 33' (ph.đ.), 38' | Chi tiết | Vanegas 18' |

| Venezuela       | 1–0      | Brasil |
| --------------- | -------- | ------ |
| Castellanos 47' | Chi tiết |        |